# Територія (фільм, 1978)
«Територія» (рос. «Территория») — радянський художній фільм 1978 року режисера Олександра Суріна за сценарієм Олега Куваєва, заснованому на його однойменному романі.

## Сюжет
Управління тресту «Сєвєрстрой» вирішує закрити територію, де йдуть пошуки вже непотрібного олова. Директор Чинков не згоден з рішенням і пропонує своїм партіям зайнятися розвідкою золотоносного родовища. У разі невдачі він втратить все, але це його не лякає. У підсумку на території знайдено золото.

## У ролях
| Актор              | Роль                    |
| ------------------ | ----------------------- |
| Донатас Баніоніс   | Ілля Миколайович Чинков |
| Володимир Летенков | Сергій Баклаков         |
| Юрій Шерстньов     | Монголов                |
| Євген Герасимов    | Жора Апрятін            |
| Ніна Засухіна      | Лідія Макарівна         |
| Віктор Адеєв       | «Доктор» Гурін          |
| Леонтій Полохов    | Куценко                 |
| Володимир Ломізов  | Салахов                 |
| Дмитро Кузнецов    | «Малюк»                 |
| Микола Волков      | «Бог вогню»             |
| Валентин Пєчніков  | «Кефір»                 |
| Михайло Глузський  | Сидорчук                |
| Микола Засухін     | Робикін                 |
| Олександр Тавакай  | К'яе                    |
| Зоя Чооду          | Дочка К'яе Тамара       |
| Олена Мельникова   | Людочка                 |

## Знімальна група
- Режисер-постановник — Олександр Сурін
- Сценарист — Олег Куваєв
- Оператор-постановник — Юрій Невський
- Композитор — Едуард Артем'єв
- Художник-постановник — Микола Поляков